# Catocala irene
Catocala irene är en fjärilsart som beskrevs av Hans Hermann Behr 1870. Catocala irene ingår i släktet Catocala och familjen nattflyn. Inga underarter finns listade i Catalogue of Life.

## Bildgalleri

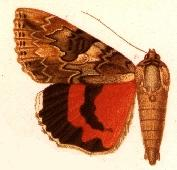
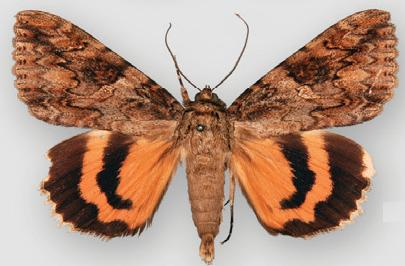
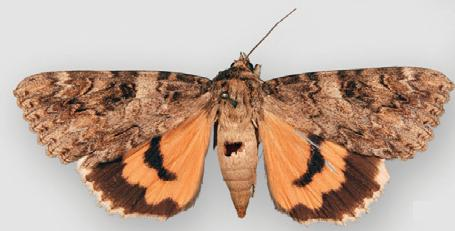